# Vicente Cebrián
Vicente Cebrián Carabias (Madrid, 1914 - ibídem, 7 de julio de 2010) fue un periodista español, primero redactor del diario Arriba y posteriormente secretario de redacción, redactor jefe y director (1957-1960), puesto que abandonó por la dirección de la agencia de prensa Pyresa (1960-1966). Fue además secretario general de la Prensa del Movimiento hasta 1970.

## Biografía
Licenciado en Medicina, nunca llegaría a ejercer como médico. Casado con María Echarri, fueron padres de seis hijos, entre ellos Juan Luis y Belén, ambos periodistas del Grupo Prisa.

### Trayectoria
Tras la Guerra Civil, en la que participó como oficial de ingenieros, trabajó en el diario Arriba, órgano de la Falange Española, durante veinte años. Entre 1957 y 1960 fue redactor jefe y director del diario. En 1960 fue nombrado director de la agencia oficial de noticias Pyresa. Más tarde, en 1966, fue nombrado vocal del Consejo Nacional de Prensa y secretario general de Prensa del Movimiento, hasta 1970. También fue director de la agencia de noticias SIS (Servicios de Información) y de los semanarios Tiempo Nuevo y La Voz Social. Colaboró con Radio Nacional de España y fue secretario de la Asociación de la Prensa de Madrid.